# حصن بهيان (حورة)
'

تعديل مصدري - تعديل

حصن بهيان هي إحدى قرى عزلة حوره بمديرية حورة التابعة لمحافظة حضرموت، بلغ تعداد سكانها 118 نسمة حسب تعداد اليمن لعام 2004.